# Pod palbou (Hvězdná brána)
Pod palbou je 1. epizoda 3. řady sci-fi seriálu Hvězdná brána.

## Příběh
Hathor vybere jako hostitele pro Goa'ulda Jacka O'Neilla. Dr. Raullyová, se kterou zůstane Jack sám, mu řekne, že je Tok'ra. Pomůže Jackovi tak, že jej zmrazí a tím zabije Goa'ulda. Vzápětí se vrátí Hathor a omráčí ji. Tok'rové předají SGC informaci, kde je zajatý tým SG-1. Generál Hammond vyšle všechny dostupné SG týmy, aby SG-1 vysvobodili. Teal'c má proslov ke svým lidem na Chulaku. Týmy SG jsou u brány překvapeny energetickým polem a silným odporem Jaffů, jsou nuceni se ukrýt v místních tunelech vybudovanými Tok'ry. Samantha Carterová se vydá vyřadit generátor, který napájí silové pole u brány. Narazí na Tok'ru, ta ji poradí jak zachránit Jacka. Náhle jí překvapí Hathor, ale Jack se probere a Hathor zabije. Umístí ke generátoru několik bomb a vrátí se k Hvězdné bráně. Tam jsou Jaffové a mají rukojmí - zbytek SG týmů. Samatha odpálí na dálku generátor. Na Chulaku, zatím Bra'tac pomůže Teal'covi najít bojový kluzák, s jehož pomocí Teal'c a Hammond proletí bránou na pomoc SG týmům. SG týmy jsou osvobozeny a vrátí se zpět na Zemi.